# Дэдэбит
«Дэдэбит» (амх. ደደቢት የእግር ኳስ ክለብ) — эфиопский футбольный клуб, базирующийся в Аддис-Абебе. Команда выступает в Премьер-лиге чемпионата Эфиопии по футболу. Клуб был основан в 1997 году как молодежный проект в жилом комплексе офицеров армии.

## История

### Местный чемпионат
«Дэдэбит» дебютировал в эфиопской Премьер-лиге в сезоне 2009/2010. Тогда «синие» заняли второе место, уступив чемпионство «Сент-Джорджу». Но из-за того, что клуб в том сезоне стал обладателем национального кубка, столичная команда получили право на участие в Кубке Конфедерации КАФ. Сезон 2010/2011 «Дэдэбит» завершил на третьем месте, пропустив вперед «Сент-Джордж» и «Эфиопиан Кафи», а в следующем — второе.
Сезон 2012/2013 стал самым успешным в истории клуба — «синие» впервые выиграли чемпионат Эфиопии. Многие игроки «Дэдэбит» были вызваны в национальную сборную Эфиопии на Кубок африканских наций 2013.

### Африканские турниры

#### Кубок Конфедерации КАФ
Победа в Кубке Эфиопии 2009/2010 позволила «Дэдэбит» квалифицироваться в предварительный раунд Кубка Конфедерации КАФ 2011 года, где эфиопский клуб по жребию был сведен с танзанийским «Янг Африканс». Первый гостевой матч завершился ничьей 4:4, а уже дома «синие» одержали победу со счётом 2:0. В 1/16 финала были сведены с египетским «Харас Эль-Ходудом». Первый гостевой матч завершился поражением эфиопского клуба со счетом 0:4, а домашняя игра завершилась ничьей 1:1 и вылетом «Дэдэбита» из турнира.
На Кубке Конфедерации КАФ 2013 эфиопы также смогли дойти только до стадии 1/16 финала.

#### Лига чемпионов КАФ
В результате победы в Премьер-лиге 2012/2013 «Дэдэбит» квалифицировался в предварительный раунд Лиги чемпионов CAF 2014 года, где эфиопский клуб по жребию был сведен с занзибарским КМКМ. В первом домашнем матче эфиопы победили со счётом 3:0, а уже в гостях «синие» проиграли со счётом 0:2. В первом раунде были сведены с тунисским «Сфаксьеном». Первая домашняя игра завершилась поражением эфиопского клуба со счетом 1:2, а в гостях «Дэдэбит» проиграл со счётом 0:2 и покинул турнир.

## Стадион
«Дэдэбит» играет на стадионе «Аддис-Абеба», который вмещает 35000 человек. Их первоначальным стадионом является «Абебе Бикила», который имеет вместимость 30000, но с 2017 года закрыт на время ремонта.

## Женский клуб
«Дэдэбит» имеет женский клуб из эфиопской Премьер-лиги, который трижды становился национальным чемпионом.

## Достижения
- Чемпион Эфиопии: 1 раз

2012/13
- Обладатель Кубка Эфиопии: 2 раза

2009/10, 2012/13

## Международные соревнования
- Лига чемпионов КАФ

2014 — первый раунд
- Кубок Конфедерации КАФ:

2011: 1/16 финала
2013: 1/16 финала